# Forme antisymétrique
En algèbre linéaire, une forme antisymétrique est une forme multilinéaire anticommutative, c’est-à-dire dont une permutation des arguments correspond à la multiplication de la valeur par la signature de la permutation.

## Définition
Soit {\displaystyle \phi \in {\mathcal {L_{n}}}(E)} une forme {\displaystyle n}-linéaire avec {\displaystyle E} un {\displaystyle K}-espace vectoriel. {\displaystyle \phi } est antisymétrique ssi
{\displaystyle \forall \sigma \in {\mathfrak {S}}_{n},\;\forall (x_{1},\dots ,x_{n})\in E^{n},\;\epsilon (\sigma )\phi (x_{1},\dots ,x_{n})=\phi (x_{\sigma (1)},\dots ,x_{\sigma (n)})}
Où {\displaystyle {\mathfrak {S}}_{n}} est le groupe symétrique de {\displaystyle \{1,\dots ,n\}}.

En particulier puisque pour tout 2-cycle {\displaystyle \tau \in {\mathfrak {S}}_{n},~\epsilon (\tau )=-1},
{\displaystyle \forall (x_{1},\dots ,x_{n})\in E^{n},\;\forall (i,j)\in \mathbb {N} ^{2},\;1\leq i<j\leq n\Rightarrow \;\phi (x_{1},\dots ,x_{i},\dots ,x_{j},\dots ,x_{n})=-\phi (x_{1},\dots ,x_{j},\dots ,x_{i},\dots ,x_{n})}

Il y a même équivalence entre les deux assertions, la seconde étant plus simple à manier, c'est généralement la définition retenue.

## Exemples
- Une forme bilinéaire {\displaystyle f} sur {\displaystyle E} est dite antisymétrique si :
{\displaystyle \forall x,y\in E\quad f(x,y)=-f(y,x)}.
- Le déterminant est une forme multilinéaire antisymétrique.
- Toute forme alternée est antisymétrique. La réciproque est vraie pour les espaces vectoriels réels ou plus généralement lorsque le corps des scalaires est de caractéristique différente de 2.